# Filipe da Bélgica
Filipe I, em francês:  Philippe I (Filipe Leopoldo Luís Maria, em francês:  Philippe Léopold Louis Marie; Castelo de Belvedere, 15 de abril de 1960), é o Rei dos Belgas desde julho de 2013, como filho mais velho do rei Alberto II e da rainha Paula de Calábria, tendo ascendido ao trono após a abdicação de seu pai por motivos de saúde. É casado desde dezembro de 1999 com Matilde d'Udekem d'Acoz, com quem tem quatro filhos: Isabel, Duquesa de Brabante e sua herdeira aparente, o príncipe Gabriel, o príncipe Emanuel e a princesa Leonor.
Guarda parentesco distante com a família real portuguesa e com a família imperial brasileira, visto que sua trisavó Maria José de Bragança era filha do Rei Miguel I de Portugal, e prima direta da Rainha Maria II de Portugal, e do Imperador Pedro II do Brasil.

## Família, educação e carreira militar
Filipe nasceu no Castelo de Belvédère na freguesia de Laeken, em Bruxelas, em 15 de abril de 1960, como o filho mais velho do Príncipe de Liège, Alberto e sua esposa Paula de Calábria  e tem três irmãos caçulas: dois legítimos, Astrid e Lourenço, e uma ilegítima: Delphine.
Seus padrinhos foram o rei Leopoldo III da Bélgica (seu avô paterno) e D. Luisa Ruffo di Calabria (sua avó materna).
Ele foi educado, tanto em francês como em neerlandês, na Real Escola Militar da Bélgica, entre 1978 e 1981, continuando seus estudos em Trinity College, na Universidade de Oxford, localizada na cidade de Oxford na Inglaterra. Frequentou a Universidade de Stanford, na Califórnia, onde se graduou com um mestrado em Ciências políticas no ano de 1985.
Depois que ele foi nomeado segundo-tenente em 1980, o príncipe obteve a sua insígnia de piloto de combate e seu certificado como para-quedista.
Em 1989, Filipe frequentou uma série de sessões especiais no Real Instituto Superior de Defesa e foi promovido a coronel.
Em 25 de março de 2001, o duque de Brabante foi nomeado major-general e contra-almirante.

## Casamento e filhos

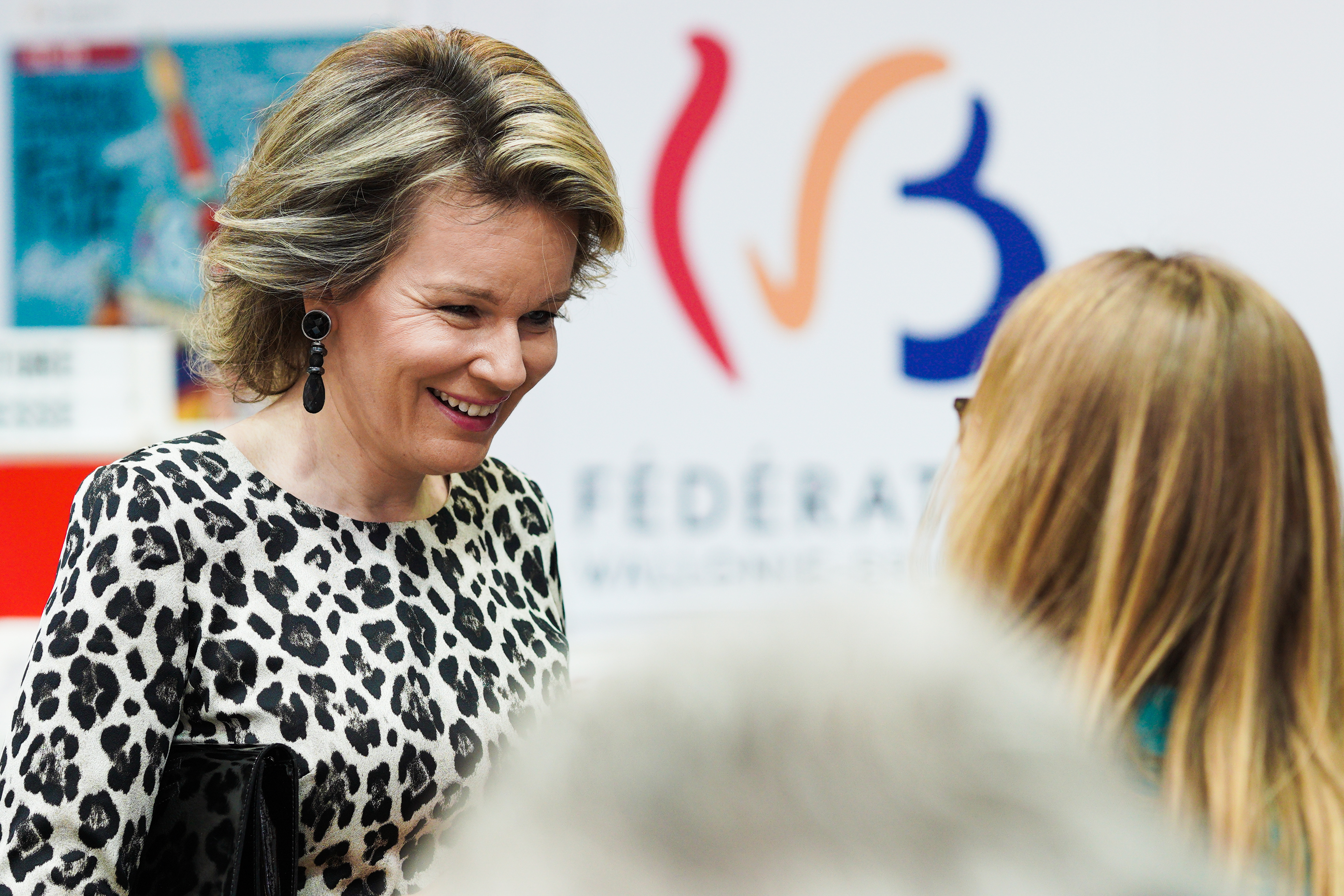
A Mathilde d'Udekem d'Acoz, atual rainha consorte belga

No dia 04 de dezembro de 1999, o Príncipe Filipe da Bélgica casou-se com Matilde d'Udekem d'Acoz, filha do conde Patrik d'Udekem d'Acoz e da condessa Anna Maria Komorowska. O casal tem juntos quatro filhos:
- Princesa Isabel, Duquesa de Brabante, nascida em 25 de outubro de 2001
- Príncipe Gabriel da Bélgica, nascido em 20 de agosto de 2003.
- Príncipe Emanuel da Bélgica, nascido em 4 de outubro de 2005.
- Princesa Leonor da Bélgica, nascida em 16 de abril de 2008.

Graças à reforma nas leis de sucessão ao trono belga com a revogação da primogenitura masculina, a princesa Isabel, Duquesa de Brabante é a primeira na linha de sucessão e a atual herdeira aparente belga. Os príncipes menores: Gabriel, Emanuel e Leonor seguem na linha sucessória em ordem de nascimento, logo após a sua irmã Isabel.

## Ascensão ao trono
Filipe ascendeu ao trono belga em 21 de julho de 2013 após a abdicação do seu pai Alberto II. A cerimônia foi acompanhada por sua esposa Matilde e o restante da família real, representantes do governo federal e do Executivo, legislativo e judiciário, entre outras personalidades.
Uma pesquisa realizada um mês depois de sua chegada ao trono anunciou que dois de cada três belgas têm uma percepção positiva do novo soberano, com um forte aumento na popularidade, mesmo em Flandres.

## Títulos, estilos, honras

### Títulos e estilos
- 15 de abril de 1960 – 09 de agosto de 1993: Sua Alteza Real, o Príncipe Filipe da Bélgica
- 09 de agosto de 1993 – 21 de julho de 2013: Sua Alteza Real, o Duque de Brabante
- 21 de julho de 2013 – presente: Sua Majestade, o Rei dos Belgas

### Postos militares
- 26 de setembro de 1980 – 21 de março de 1983:
  -  Força Aérea, segundo tenente.
  -  Exército, segundo tenente.
- 21 de março de 1983 – 1 de dezembro de 1989:
  -  Força Aérea, capitão.
  -  Exército, capitão.[6]
- 1 de dezembro de 1989 – 5 de abril de 2001:
  -  Força Aérea, Coronel[7]
  -  Exército, Coronel.
- 5 de abril de 2001 – 25 de março de 2010:
  -  Componente Aérea, Major-general[8]
  -  Componente Terrestre, Major-general
  -  Componente Marinha, Almirante de divisão
- Desde 15 de março de 2010:[9]
  -  Componente Aérea, Tenente-general
  -  Componente Terrestre, Tenente-general
  -  Componente Marinha, Vice-almirante.
- Desde 21 de julho de 2013 (como Rei):
  -  Componente Aérea, General
  -  Componente Terrestre, General
  -  Componente Marinha, Almirante.

### Condecorações

#### Bélgica
Na sua qualidade de soberano, Filipe é grão-mestre das seguintes ordens:
- Ordem de Leopoldo
- Ordem da Estrela Africana (sem concessões)
- Real Ordem do Leão (sem concessões)
- Ordem da Coroa
- Ordem de Leopoldo II

## Brasões

Rei da Bélgica (2013-2019)
Rei da Bélgica (2019-)

#### Internacionais
| Ordens de Estados soberanos | Ordens de Estados soberanos | Ordens de Estados soberanos                | Ordens de Estados soberanos                                                 | Ordens de Estados soberanos |
| --------------------------- | --------------------------- | ------------------------------------------ | --------------------------------------------------------------------------- | --------------------------- |
| 1993                        |                             | Países Baixos                              | Cavaleiro Grã-Cruz da Ordem de Orange-Nassau                                | [ 10 ] [ 11 ]               |
| 1994                        |                             | Argentina                                  | Cavaleiro Grã-Cruz da Ordem do Libertador General San Martín                | [ 12 ]                      |
| 1994                        |                             | Japão                                      | Cavaleiro Grão-Colar da Ordem do Crisântemo                                 | [ 13 ]                      |
| 1995                        |                             | Vaticano                                   | Cavaleiro Grã-Cruz da Ordem Equestre do Santo Sepulcro de Jerusalém         | [ 14 ]                      |
| 1996                        |                             | Bolívia                                    | Cavaleiro Grã-Cruz da Ordem do Condor dos Andes                             | [ 12 ]                      |
| 1997                        |                             | Portugal                                   | Grã-Cruz da Ordem Militar de Avis                                           | [ 15 ]                      |
| 2006                        |                             | Portugal                                   | Grã-Cruz da Ordem Militar de Cristo                                         | [ 15 ]                      |
| 2018                        |                             | Portugal                                   | Grande-Colar da Ordem do Infante D. Henrique                                | [ 15 ]                      |
| 1998                        |                             | Alemanha                                   | Cavaleiro Grã-Cruz da Ordem do Mérito da República Federal                  | [ 16 ]                      |
| 1999                        |                             | Luxemburgo                                 | Cavaleiro da Ordem do Leão Dourado da Casa de Nassau                        | [ 17 ]                      |
| 2000                        |                             | Espanha                                    | Cavaleiro Grã-cruz da Ordem de Isabel a Católica                            | [ 18 ] [ 19 ]               |
| 2001                        |                             | Suécia                                     | Cavaleiro da Real Ordem do Serafim                                          | [ 20 ]                      |
| 2002                        |                             | Dinamarca                                  | Cavaleiro da Ordem do Elefante                                              | [ 21 ]                      |
| 2003                        |                             | Noruega                                    | Cavaleiro Grã-Cruz da Real Ordem de Santo Olavo                             | [ 22 ]                      |
| 2004                        |                             | Finlândia                                  | Cavaleiro Grã-Cruz da Ordem da Rosa Branca da Finlândia                     | [ 23 ]                      |
| 2004                        |                             | Polónia                                    | Cavaleiro Grã-Cruz da Ordem do Mérito da República da Polônia               | [ 24 ]                      |
| 2005                        |                             | Grécia                                     | Cavaleiro Grã-Cruz da Ordem de Honra                                        | [ 12 ]                      |
| 2008                        |                             | Hungria                                    | Cavaleiro Grã-Cruz da Ordem do Mérito da República da Hungria, Classe Civil | [ 25 ] [ 26 ]               |
| Ordens soberanas            |                             |                                            |                                                                             |                             |
| 1998                        |                             | SMOM                                       | Cavaleiro Grã-Cruz de Honra e Devoção da Ordem Soberana e Militar de Malta  | [ 12 ]                      |
| Antigas famílias soberanas  |                             |                                            |                                                                             |                             |
| 2010                        |                             | Casa dos Habsburgos                        | Cavaleiro da Ordem do Tosão de Ouro (Casa dos Habsburgos)                   | [ 12 ]                      |
| Organizações internacionais |                             |                                            |                                                                             |                             |
| 2010                        |                             | Conselho Internacional do Desporto Militar | Cavaleiro Grão-Colar da Ordem do Mérito da IMSC                             | [ 27 ]                      |